# 皮爾斯 (澳大利亞國會選區)
皮爾斯選區（英語：Division of Pearce）是澳大利亞西澳大利亞州的下議院選區，位於該州首府珀斯東北遠郊。面積達14,401平方公里。
選區始於1989年，紀念代表西澳大利亞的參議員喬治·皮爾斯。本區曾經是自由黨的安全選區，1993年起當區議員為茱迪·莫蘭。在2013年的聯邦選舉克里斯蒂安·波特接替退休的莫蘭，在選舉中的支持差距拉近了，使到自此至今的邊緣席位。2022年波達不角逐連任，此選區便由工黨的羅伯特選出。